# Führer-nap

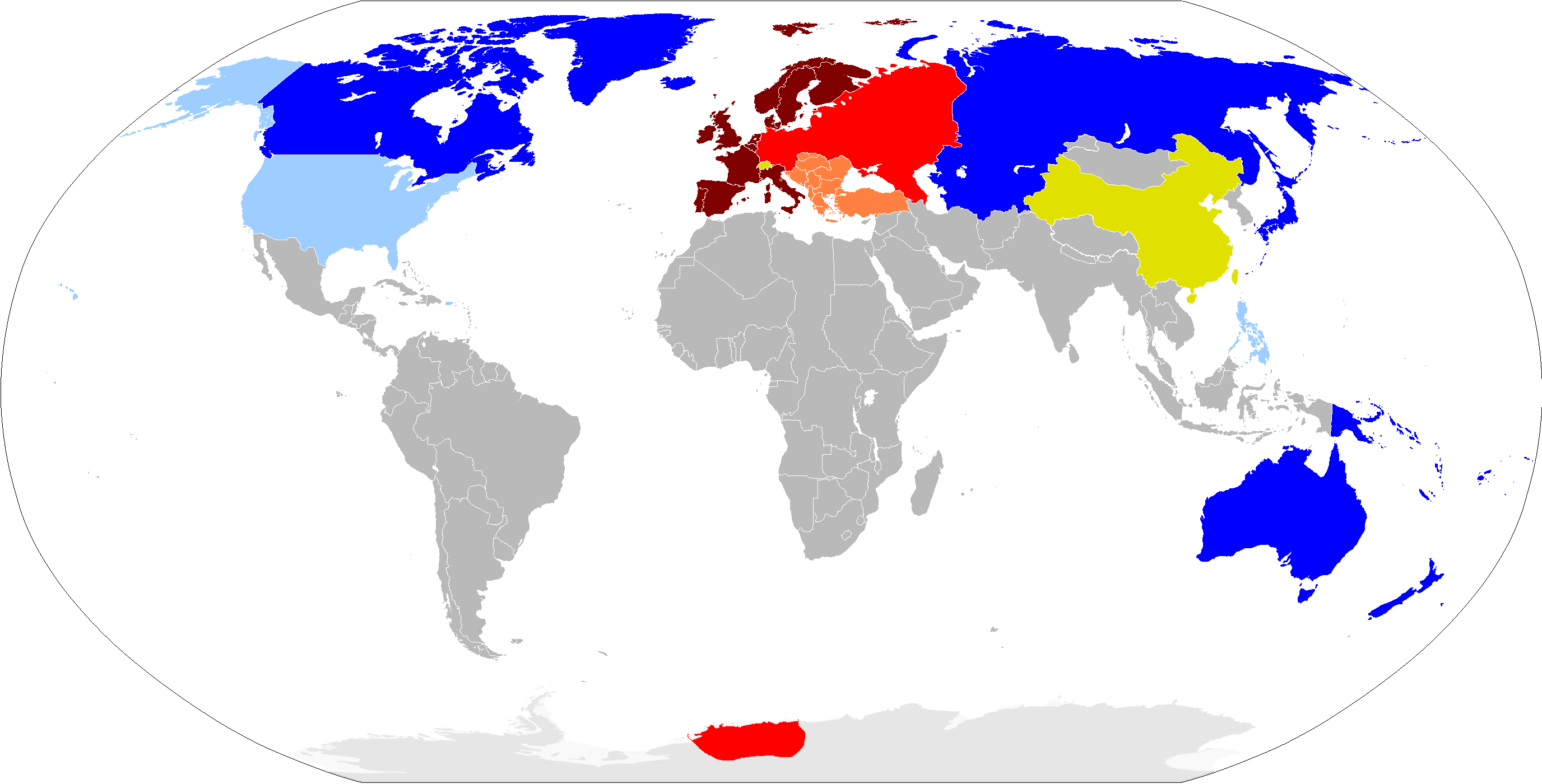
A világ a történet szerint 1964-ben

A Führer-nap 1992-ben megjelent, sikeres thrillerregény Robert Harris angol írótól és újságírótól. A regény egy olyan alternatív történelemben játszódik, amelyben a Harmadik Birodalom nyerte meg a második világháborút.

## Rövid összefoglalás
|  | Alább a cselekmény részletei következnek! |

A történet 1964 áprilisában kezdődik, pár nappal Adolf Hitler hetvenötödik születésnapja (a Führer-nap) előtt. A történet központjában Xavier March Kripó nyomozó áll, aki egy magas rangú náci párttag gyanús halálát vizsgálja. Az illető Josef Bühler, aki a Havelben, Berlin peremterületén élt. Ahogy March egyre több részletet fed fel, rájön, hogy politikai botrányba keveredett. Az ügy látszólag összekapcsolható több korábban meggyilkolt magas rangú nemzetiszocialista párttag halálával. March találkozik egy csinos amerikai újságírónővel, aki Berlinből tudósít a New York Timesnak. A lány szintén eltökélt, hogy kinyomozza az ügyet. Zürichbe utaznak, hogy megvizsgáljanak egy titkos széfet, amelyet az egyik meggyilkolt párthivatalnok titokban bérelt. De amit találnak minden képzeletet felülmúl. Végül rájönnek az ijesztő igazságra a Gestapo gyilkosságai mögött: A Gestapo elteszi láb alól azokat a párttagokat, akik fel akarták fedni az 1942-es wannseei konferencián történteket, és a holokausztot. A titokban megtörtént holokauszt részletei ugyanis, ha kitudódnának, veszélyeztetnék Hitler és Joseph P. Kennedy amerikai elnök találkozóját. Maguire a terhelő bizonyítékokkal a semleges Svájcba menekül, és azt reméli, hogy kiadhatja cikkét a New York Timesban. Viszont March-ot időközben letartóztatja a Gestapo, és „különleges kihallgatásnak” vetik alá a Gestapo pincebörtönében. Hiába, ugyanis March nem mondja el Maguire tartózkodási helyét, és hogy milyen iratok birtokában vannak. Ezért, és mert az idő egyre szorít, a hatóságok eljátszanak egy ál-megmentési akciót, hogy Maguire-t tőrbe csalják. March viszont hibás irányba vezeti a Gestapót, és Auschwitz elbontott, jelöletlen helyszínére érnek. Időközben Maguire átlépi a svájci-német határt a titkos iratokkal. March először egy, majd sok száz, végül több ezer vörös téglamaradványt fedez fel a fűben.
|  | Itt a vége a cselekmény részletezésének! |

## Szereplők
Kitalált szereplők:
Xavier March: Egy detektív a Kripóban, 42 éves, elvált, Berlinben él. Van egy 10 éves fia Pili, aki Klarával, az exfeleségével él. March mindkét nagyapja az első világháborúban halt meg, az édesapját halálosan megsebesítették miközben szolgálatot teljesített. Az édesanyját megölték egy sikertelen rajtaütésben, 1944-ben. March a haditengerészetnél szolgált, és a háború alatt arra számítottak, hogy nagyon magas rangig fogja vinni. 1946-ban egy tengeralattjáró kapitánnyá nevezték ki.
A háború után a házassága tönkrement, és most kéthetente egyszer van láthatási joga a fiához. Nem léptették elő 1954 óta, és titokban figyeli a Gestapo. A családi élete üres, munkamániás. A náci társadalom embertelensége kiábrándítja, munkatársai közül ő a legemberségesebb. A könyv német verziójában a neve Xaver Marz.
Charlotte "Charlie" Maguire: Egy 25 éves amerikai újságírónő, aki a New York Timesnak tudósít Berlinből. Maguire egy magas rangú amerikai diplomata és egy német nő lánya. A náci társadalomban nem fogadják el, mert nem alkalmazkodik az ideológiákhoz. Együttműködik March-sal az ügy felderítésében, majd regény végére egymásba szeretnek.
Frederick Jost: Egy 18 éves vonakodó SS kadét, aki felfedezi a legelső holttestet, és ezzel elindítja March-ot a vizsgálatokban. Jost az új német társadalom megszemélyesítése, utálja a nácizmust, a hadsereget, a háborút. Nagyon boldogtalan, lázadó élete van. A Sepp Dietrich SS Akadémián népszerűtlen, homoszexualitással is gyanúsítják, ami pedig főbenjáró bűn a Harmadik Birodalomban. A regény felénél Jost eltűnik, a hivatalos verzió szerint az Urálba küldték harcolni. Marcus jó indokkal azt gyanítja, hogy a Gestapo ölte meg a fiút, nehogy felfedje az igazságot.
Paul Pili March: Xavier March 10 éves fia, aki az anyjával, és annak új élettársával él egy családi házban. Pili egy Pimpf, a Jungvolk egy tagja (10-14 éves közötti fiatal fiúknak való Hitlerjugend egy szekciója). A náci elvekhez erősen ragaszkodik, titkos csalódás az apjának. A regény végén Pili feljelenti az apját a Gestapónak, az gondolván, helyesen cselekszik.
Max Jaeger: March munkatársa a Kripo-ban. 50 éves, négy lánya van, Berlinben él. Ő és March ugyanabban az irodában dolgoznak 1959 óta, jó barátok. Jaeger kevésbé értelmes, mint March, és boldognak tűnik, hogy March a munkatársa lehet. A felszínen úgy tűnik, Jaeger egy minta állampolgár, nagy családja van és boldog. Valószínűleg azonban ő is ugyanolyan kiábrándult, mint March. A regény végén Jaeger azt az autót vezeti, ami elvileg megmenti March-ot, de mint kiderül Jaeger volt az, aki elárulta őt. Az nem derült ki, hogy mivel vette rá a Gestapo Jaegert az árulásra.
Walter Fiebest: A Kripóban dolgozik ő is, a szexuális bűnök osztályán. Az ő feladata minden „fajgyalázó” nemi kapcsolat leleplezése, és megbüntetése. Saját származásában bizonytalan, alacsonyabb szinten áll az 5-ös skálában, mint March. Ez frusztrálttá teszi. Magányos alkoholista alak, akit sötét perverz figuraként ábrázolnak, mert élvezi, ha valakit leleplezhet.
Rudolf „Rudi” Halder: March régi, háborús veterán barátja. A regényben történész, aki az óriási központi archívumban dolgozik, és a „győztesek” új történelmét írja munkatársaival. Bizonyos iratokat, amik a Nagy Német Birodalomra negatív fényt vetnek, megsemmisít; míg másokat bevesz az új hivatalos történelembe. Segít March-nak megtalálni bizonyos iratokat, de mikor rájön, hogy mibe keveredett, megijed, és kiszáll.
Karl Kerbs: Globus (lásd lent) teljes ellentéte. Kedves, jól nevelt, fiatal tisztviselő az SS-ben. Felajánlja March-nak hogy véget vet a kínzásnak, és bevallja az igazat. Teljesen megdöbbenti a Holokauszt, amikor March elmondja neki, de végül Nebe pártjára áll.
Történelmi személyiségek:
Odilo Globocnik: Egy középkorú, különösen erőszakos, és durva SS tisztviselő, Globus a gúnyneve. Gyűlöli a lágyuló náci társadalmat, mert azt hiszi, hogy emiatt stagnál a karrierje.
Globus egy szadista kínzó és gyilkos, ő vezeti a vezető hivatalnok meggyilkolását a Gestapo helyett. Különösen utálja March-ot, mert értelmesebb, mint ő, és azt gondolja miattuk megy tönkre a karrierje az SS-ben. Végül a Gestapo segítségével Globus veszi át az irányítást a nyomozás fölött, amikor March-ot elfogják.
Artur Nebe: A bűnügyi rendőrség főnöke. 1964-ben már igen idős ember, aki fényűző lakásában él Berlinben. Csodálja March-ot kísérletéért, hogy bebizonyítsa igazát és megpróbálja megvédeni a Gestapótól. Ő adja March-nak az egy napos vízumot, hogy kimehessen a semleges Svájcba kinyomozni a rejtélyt. Nebe úgy tűnik, a nácizmus lelkes támogatója. Ő rendezi meg March ál-megmentését, de a nyomozó hamar rájön hogy Nebe nem az ő oldalán áll.
Reinhard Heydrich: 1942 januárjában túlélte a prágai gyilkossági kísérletet, amibe a valóságban belehalt. Heydrich felemelkedett Reichsführer-SS rangba, és Hitler látszólagos örököse. Szőke hajú, atlétikus, de romlott. Heydrich bízik Nebében, és nem kedveli Globust. Utasítja Nebe-t, hogy engedje nyomozni March-ot, mert azt gyanítja, elítélő bizonyítéka, van Globus ellen. Gyanított, hogy Heydrich szervezte meg Heinrich Himmler meggyilkolását, hogy felváltsa őt az SS fejeként.
Adolf Hitler: a Harmadik Birodalom, avagy a Nagy Német Birodalom 75 éves Führerje.
Hermann Göring: A regény idején már nem él, 1951-ben meghalt.
Heinrich Himmler: valószínűleg szabotázs miatt egy rejtélyes repülőgép-szerencsétlenségben halt meg 1962-ben.
Joseph Goebbels: 1964-ben még mindig a náci propagandát irányítja.
Winston Churchill és II. Erzsébet királynő: kanadai száműzetésben élnek.
VIII. Edward: hitvesével együtt a Brit birodalmon új, németbarát uralkodója.
Joseph P. Kennedy: (John F. Kennedy, a valós amerikai elnök apja) az Amerikai Egyesült Államok elnöke.
Elhangzik egy rövid megjegyzés is egy Liverpoolból való szalagról is, amin a The Beatles játszik. A wannseei konferencián résztvevők központi szerepet játszanak a tervben, de legtöbbjük a regény idején már halott.

## A Führer-nap történelme
A regényen keresztül az író fokozatosan vezet be minket egy másik világba. A regény verziója szerint a német hadsereget 1941 végén megállították Moszkva kapuinál. 1942-ben elindítanak egy offenzívát a Kaukázusba, amivel elvágják a Vörös Hadsereg olajtartalékait. Ez a második támadás sokkal sikeresebb volt,  így a Szovjetunió 1943-ban megadja magát. A változtatás második lényeges pontja az, hogy ugyanebben az időben, a német hírszerzés megtudja, hogy a britek megszerezték az Enigma kódot. Ideiglenesen visszavonják a tengeralattjárókat az Atlanti óceánról, és hamis hírszerzési adatot küldenek, hogy tőrbe csalják a brit flottát. A tengeralattjáró-hadjárat az Egyesült Királyság ellen folytatódik, amivel kényszerítik a szigetet, hogy elfogadjon egy megalázó fegyverszünetet 1944-ben. Winston Churchillt és Erzsébet hercegnőt Kanadába száműzik, a trónt pedig VIII. Edward foglalja el. Angliában bábkormány alakul. Németország 1946-ban teszteli első atombombáját, még ebben az évben felrobbant egy V3 rakétát New York város fölött, hogy megmutassa, képes nagy hatótávolságú interkontinentális rakétákkal támadni az Egyesült Államokat. A hatalmak ezután aláírnak egy békeszerződést. Így két szuperhatalom alakul ki, a Nagy Német Birodalom, és az Amerikai Egyesült Államok. A Nagy Német Birodalom az Európában kivívott győzelmét követően magához csatolja Kelet-Európát, és a volt Szovjetunió nagy részét. A következő lépés a Római Szerződés, melyet a nyugati és skandináv országok kötnek a Nagy Német Birodalommal. A Szovjetunió megmaradt csonkjai egy végtelen gerillaháborúban állnak ellen a német erőknek az Urál hegységben. A katonai és pártvezetők szándékosan döntöttek úgy, hogy fenntartják ezt a 20 éves gerillaháborút, mert életben tartja a Wehrmachtot, és éles és sokoldalú kiképzést biztosít. 1964-ig az Amerikai Egyesült Államok és a Nagy Német Birodalom hidegháborús versenyben állt egymással, kifinomult űrtechnikát és atomfegyvert fejlesztettek ki. A regény 1964. április 14-e és 20-a között játszódik, amikor Németország készül Hitler 75. születésnapjának a megünneplésére. Az Egyesült Államok elnökének Joseph P. Kennedynek a látogatását centiről centire megtervezik, mindkét oldalon. A holokausztot azzal magyarázzák, hogy az csupán a zsidók kitelepítése volt. A zsidókat a hivatalos álláspont szerint keletre telepítették a háború alatt. A nyugaton élő rokonok pedig azért nem tudják felvenni a kapcsolatot velük, mert ott keleten még mindig nagyon fejletlen a kommunikáció, és nagy a szegénység. Ennek ellenére sokan gyanítják, hogy a kormány népirtást hajtott végre.

## A Nagy Német Birodalom Nemzetközi Politikája
A Führer-nap első két oldalán egy térkép található. Az egyik a Berlini városközpontot mutatja, a másik a kiterjesztett Nagy Német Birodalmat. A térkép mutatja Németország kiterjedését, nyugaton Elzász-Lotaringiáig (Westmark), keleten az Urál hegységig, délen pedig az alacsonyabban fekvő Kaukázusig. A Birodalom megtartotta Ausztriát és a Cseh–Morva Protektorátust. Luxemburg most Moselland néven tartozik a Nagy Német Birodalomba. Kelet-Németországhoz csatolták Lengyelországot, Ukrajnát, a volt Szovjetunió nyugati részét és a balti államokat. További tartományi városok Hamburg, Gdańsk, és a világ legnagyobb városa, Berlin (1964-ben több mint 10 millióan lakták). Új városok Moszkva, Szentpétervár, Krakkó, stb.
Berlint teljesen átépítették Albert Speer tervei alapján. A város egy óriási nemzetiszocialista emlékművekkel büszkélkedik: A Nagy Csarnok, amely 160 000 ember befogadására alkalmas és a Harmadik Birodalom legünnepélyesebb szertartásainál használják. Egy előre nem látott érdekesség, hogy a bent lévő emberek által kilélegzett pára felszáll, és spontán beltéri eső alakulhat ki. Felépült egy óriási diadalív, melyre rá vannak vésve az első és második világháború során elesett német katonák nevei. A Grand Avenue egy körút, amelyet elfogott szovjet tüzérségi fegyverekkel, és német sasokkal díszítettek. A Reichstag és a Brandenburgi kapu eltörpülnek az új Berlin pompájában. Szigorú gránit épületek szegélyezik Berlint. A Führer Palotája, és a német hadsereg főhadiszállása mellett található az Európai Parlament sokkal kisebb épülete.
Svájc kizárásával létrejött a német ellenőrzés alatt álló Európai Közösség, 12 tagállammal. Amelyek: Norvégia, Svédország, Finnország (amely elnyerte Kareliát a volt Szovjetuniótól), Dánia, Nagy-Britannia (a lista felveti, hogy Nagy-Britannia elvesztette Észak-Írországot, és Írország köztársaság lett), Franciaország, Spanyolország, Portugália, Belgium, Hollandia és Olaszország (hogy ez utóbbit Mussolini uralja e még, arra a szerző nem tért ki).
A Führer-nap világának Európájában létezik még Horvátország, egy nagyon kiterjesztett Magyarország (amely visszanyerte Szlovákiát, és a szomszédos Romániától Erdélyt), Románia (mely cserébe magához csatolta Besszarábiát a volt Szovjetuniótól), Bulgária (amelyhez úgy tűnik, hozzá van csatolva Makedónia nagy része, és Trákia tartomány Görögországból), Albánia, Szerbia, Görögország, Törökország és Izland.
Az Európai Parlament Berlinben lett megalapítva, és gyakorlatilag egy erőtlen német báb-szervezet. Az Európai Parlament előtt a tagállamok zászlói eltörpülnek egy legalább kétszer akkora horogkeresztes zászló mellett; ez is a németek nagyobb hatalmát jelképezi. Bár elvileg a nemzeteknek saját szabad kormányaik vannak, a gyakorlatban Berlintől függnek. A szabad európai nemzeteknek éppen csak akkora hadseregük van, ami arra elegendő, hogy felügyeljék a saját területeiket és gyarmataikat.
Svájcot nem csatolták német kontroll alá, mert amire ezt megtehették volna, beköszöntött a hidegháború, és Svájc kényelmes semleges hely, ahol találkozhatnak és kémkedhetnek egymás után az amerikai és német kémek. Következetesen Svájc az utolsó szabad ország Európában.
Japánról azt mondják, hogy 1945-ben, vagy 1946-ban győzte le az  Egyesült Államok két atombombával, akárcsak a valóságban. Úgy tűnik Japán gyorsan magához tért, hiszen ő a rendezője az 1964-es Olimpiai játékoknak. Az Amerikai Egyesült Államok 1936 óta nem vett részt a játékokon, de 1964-ben számítanak rá.
Kína egy gyenge, független állam. A regényből nem derül ki, milyen kormány uralja. A német-kínai kapcsolatok eléggé gyengék.
A Szovjetunió nagyon meggyengült, de még létezik, és az Omszknál felhalmozott tőkéjéből él. Az amerikaiak fegyverrel és pénzzel látják el, hogy folytassa az Urálban a gerillaháborút a németek ellen. Bár a német propaganda lekicsinyli, a gerillaháborúban rengeteg német katona veszti életét, a koporsóikat éjjel szállítják haza vonaton. A közelgő német-amerikai megbeszélés emiatt is fontos: be akarják fejezni az Urálban folyó gerillaháborút.
Dél-Amerikát nem említik a regényben.
Az nem derül ki, hogy a Holokausztot kiterjesztették-e Európán kívülre is, különösen Palesztinára. A náci Holokausztot kitörölték a történelemből, míg Sztálin gulagjairól az egész világ tud.
Az 1946-os náci győzelem miatt a független Izrael állam sohasem jöhetett létre, Palesztinát valószínűleg még mindig a britek, a franciák, vagy a fasiszta olaszok irányítják.
A Brit Birodalom úgy tűnik, hogy megmaradt, és megtartja területeit Afrikában, és Ázsiában. Kanada és Ausztrália viszont elszakadtak a birodalomtól, és az Egyesült Államok közeli szövetségesei lettek. Winston Churchill és II. Windsor Erzsébet, akik Kanadában alapítottak ellenkormányt, fel szoktak szólalni a Harmadik Birodalom, és a bábkormányt irányító VIII. Edward ellen.
A regény nem tesz utalásokat sem a Népszövetségre, amely 1939-ben felfüggesztette működését, sem az ENSZ-re. Az Egyesült Államok és a Birodalom ellenségeskedése miatt valószerűtlen, hogy valaha is megalapították volna az ENSZ-t, vagy hogy helyreállították volna a Népszövetséget. Az egyetlen még működő nemzetközi szervezet a Führer-nap világában a Nemzetközi Vöröskereszt.
Az 1946-os békeszerződés óta nukleáris patthelyzet alakult ki, mind a két fél tart egy lehetséges atomtámadástól. Az új német épületeket atombiztosra tervezték, atomtámadás esetén óvóhellyel. Bár az Urál hegységben 20 éve tart a gerillaháború, mégsem mernek atomtöltetet használni a felkelők ellen, egy esetleges amerikai válaszcsapás miatt. Bár nyíltan nem jelentik ki, de valószínűleg csak a németeknek és az amerikaiaknak van atombombájuk.

## A náci társadalom
A regényben egy totális náci társadalmat ismerhetünk meg, ahol a feltétlen engedelmesség, és a hűség dominál. A társadalmat a párt irányítja. Az embereknek folyamatosan ellenségképeket kreálnak, akik felelősek a napi gondokért. Először a zsidók, majd az ellenálló oroszok, és most a 60-as évek eleje felé az amerikaiak. Az Egyesült Királyság, melyet csodált Hitler, megtartotta a birodalmát, mivel Hitlert nem igen érdekelte a német határokon kívüli világ. Németország a britekre számít, hogy megtartják a békét Afrikában, és Ázsiában. A többi népre szintén ráerőltették nézeteiket. A náci propaganda korábban a korrupció, és romlás földjeként festette le Amerikát. Ennek azonban változnia kellett, ahogy közelgett az amerikai elnök berlini látogatása, így a propaganda enyhülni kezdett. Ahogy kezdett szétoszlani az ellenségkép, úgy kezdett szétesni a náci társadalom: Már nem volt háború, már nem voltak zsidók és kommunisták, az emberek kezdtek kiábrándulni.
Az ideológiai és erkölcsi hanyatlás ellenére a német állampolgárok nagyon magas életszínvonalat élveznek, köszönhetően az európai államaik jó minőségű termékeinek. A németeket a testi munkától is megszabadította több ezer lengyel, cseh és ukrajnai rabszolga. Az európai nemzetek német állampolgároknak termelnek jó minőségű fogyasztási cikkeket és szolgáltatásokat, például az Oxford Egyetemen levő SS akadémia, és a német üdülőhelyek Spanyolországban, Franciaországban, és Görögországban. Hitler személyes ízlése norma lett a társadalomban. A náci Németország társadalmi szerkezete figyelemre méltóan az 1940-es évektől változott. A katonai szolgálat még mindig kötelező, de újoncoknak megválaszthatják szolgálatuk helyét. Kelet-Európát gyarmatosították német telepesek (bár a helyi partizán ellenállási mozgalmak nagyon erősek) és a német lakosság szülési mutatói szárnyalnak a náci propagandának eredményeképpen. A SS továbbra is országos karhatalomként szolgál, és a politikai másként gondolkodóknak fenntartott koncentrációs táborok is léteznek még a Nemzetközi Vörös Kereszt által néha közre adott vizsgálatok szerint. A főszereplők szerint mindazonáltal a német társadalom az 1960-as évek elejére egyre lázadóbbá válik. A diákok különösen ellenzik az uráli háborút, az amerikai és brit kulturális hatás eredményeként (beleértve a The Beatles népszerűségének emelkedését, amit már a hivatalos német sajtóban is elismertek). A pacifista gondolatok egyre népszerűbbek. Németország úgy tűnik, hogy terroristacsoportok állandó fenyegetése alatt áll, meggyilkolt hivatalnokokkal és lezuhant polgári repülőgépekkel. A vallást nem támogatja az állam, és minden gyereknek kötelező a Hitlerjugend tagság. Az egyetemeken különösen erős az ellenállási hajlandóság. Sokan felelevenítik a Fehér Rózsa mozgalmat. A német nőknek is vannak szervezeteik, amik arra biztatnak, hogy maradjanak otthon, és szüljenek sok gyereket a Führernek.

## Technológia
A technika megegyezik a valós 1960-as évek fejlettségi szintjével. Sugárhajtású repülőgépekről, hajszárítókról, televíziókészülékekról, sőt még fénymásolóról is olvashatunk (ezekre nagyon vigyáznak, nehogy titkos iratokat másoljanak rajta). Úgy tűnik, mindkét fél kifinomult űrtechnológiát birtokol, de valószínűleg a német technika jobb. Bár Németország nagyon gazdag, ez valószínűleg a megszállt országok lakosságának kárára valósult meg.

## Párhuzamok az 1984 című regénnyel
Mindkét regényben egy nem létező elképzelt történelemben találjuk magunkat, ahol a dolgok másképp alakultak, mint a valóságban. Az egyik a náci világot vázolja fel, a másik a kommunista világot. Mindkét regényben egy, a rezsimet szolgáló férfikarakter a főszereplő. Az ő szemükön át láthatjuk a történéseket. Akárcsak March, Smith anyja is meghalt a háborúban. A két főszereplőnek egy-egy társa van, akiknél ők okosabbak.

## Magyarul
- Führer-nap. Regény; ford. Balázs György; Aranyhíd, Budapest, 1993; Magyar Könyvklub, Budapest, 1999

## Filmadaptáció
A regényből film is készült 1994-ben, Fatherland címen. Magyarországon A Harmadik Birodalom címmel sugározták. 
- Cím: A Harmadik Birodalom
- Eredeti cím: Fatherland
- Műfaj: thriller
- Ország: USA
- Gyártási év: 1994

Szereplők:
- Max Jaeger: Michael Kitchen
- Xavier March: Rutger Hauer
- Charlie Maguire: Miranda Richardson
- Anna Von Hagen: Jean Marsh
- Artur Nebe: Peter Vaughan

Stáb:
- rendező: Christopher Menaul
- zene: Gary Chang
- operatőr: Peter Sova

## Különbségek a film és a regény között
A filmben egész Nyugat-Európát leigázták, és most Germánia a neve. Maguire éppen csak megérkezik Németországba, míg a regényben már fél éve ott van. Nem egy széfben találják meg az iratokat, hanem egy ember adja nekik a repülőtéren. Maguire nem menekül el, hanem átadja Berlinben a fényképeket az elnöknek, aki ez után hazamegy. A filmben Maguire meghal. A film végén egy felnőtt Pili-hang azt mondja: „ez volt a Harmadik Birodalom végének a kezdete”. A filmben végig Hitlernek szólítják a Führert, ami tiszteletlenségnek számított volna a Nagy Német Birodalomban.